# ساندا (هيوغو)
مدينة ساندا (بالإنجليزية: Sanda)‏ هي أحد المدن التابعة لمحافظة هيوغو. تأسست رسميًا في 01/07/1958. ويقدر عدد سكانها بـ 113600 نسمة حسب تقدير مكتب الإحصاء الياباني لعام 2012. تبلغ مساحة ساندا 210.22 كم2. بكثافة سكانية تبلغ 540 نسمة/كم2.

## المناخ
يظهر الجدول التالي التغييرات المناخية على مدار السنة لساندا:
| البيانات المناخية لـساندا          | البيانات المناخية لـساندا | البيانات المناخية لـساندا | البيانات المناخية لـساندا | البيانات المناخية لـساندا | البيانات المناخية لـساندا | البيانات المناخية لـساندا | البيانات المناخية لـساندا | البيانات المناخية لـساندا | البيانات المناخية لـساندا | البيانات المناخية لـساندا | البيانات المناخية لـساندا | البيانات المناخية لـساندا | البيانات المناخية لـساندا |
| الشهر                              | يناير                     | فبراير                    | مارس                      | أبريل                     | مايو                      | يونيو                     | يوليو                     | أغسطس                     | سبتمبر                    | أكتوبر                    | نوفمبر                    | ديسمبر                    | المعدل السنوي             |
| ---------------------------------- | ------------------------- | ------------------------- | ------------------------- | ------------------------- | ------------------------- | ------------------------- | ------------------------- | ------------------------- | ------------------------- | ------------------------- | ------------------------- | ------------------------- | ------------------------- |
| متوسط درجة الحرارة الكبرى °م (°ف)  | 7.6 (45.7)                | 8.3 (46.9)                | 12.1 (53.8)               | 18.6 (65.5)               | 23.1 (73.6)               | 26.4 (79.5)               | 30.0 (86.0)               | 31.6 (88.9)               | 27.2 (81.0)               | 21.4 (70.5)               | 15.7 (60.3)               | 10.3 (50.5)               | 19.4 (66.9)               |
| متوسط درجة الحرارة الصغرى °م (°ف)  | −2.4 (27.7)               | −2.0 (28.4)               | 0.9 (33.6)                | 5.9 (42.6)                | 11.2 (52.2)               | 16.8 (62.2)               | 21.3 (70.3)               | 22.0 (71.6)               | 17.8 (64.0)               | 10.5 (50.9)               | 4.2 (39.6)                | −0.6 (30.9)               | 8.8 (47.8)                |
| الهطول مم (إنش)                    | 39.4 (1.55)               | 54.8 (2.16)               | 96.8 (3.81)               | 99.5 (3.92)               | 136.9 (5.39)              | 176.4 (6.94)              | 155.1 (6.11)              | 114.3 (4.50)              | 150.9 (5.94)              | 109.1 (4.30)              | 67.1 (2.64)               | 39.6 (1.56)               | 1٬239٫9 (48.81)           |
| متوسط أيام هطول الأمطار (≥ 1.0 mm) | 5.9                       | 6.9                       | 10.7                      | 9.6                       | 10.6                      | 11.4                      | 10.8                      | 8.0                       | 10.3                      | 8.6                       | 6.8                       | 6.1                       | 105.8                     |
| ساعات سطوع الشمس الشهرية           | 125.4                     | 120.2                     | 145.4                     | 173.3                     | 170.3                     | 136.1                     | 148.6                     | 189.9                     | 144.2                     | 158.6                     | 140.4                     | 135.5                     | 1٬781٫5                   |
| المصدر: Meteorological Agency      |                           |                           |                           |                           |                           |                           |                           |                           |                           |                           |                           |                           |                           |

## توأمة
لساندا (هيوغو) اتفاقيات توأمة مع:
- جيجو

## أعلام
- ماساكي ياناغاوا